# Noè
Noè o Noé (hebreu: נוֹחַ בן-לֶמֶך, Nōah ben Lemech‎; àrab: نوح بن لمک, Nūh ibn Lamak, grec antic: Νῶε Nôe) és, segons el judaisme, el cristianisme i l'islam, el constructor de l'Arca de Noè i antecessor de tota la humanitat, ja que fou el patriarca de la família que se salvà del Diluvi universal. És citat en el Gènesi, capítols cinquè al desè, així com a l'Alcorà i els escrits bahà'ís. A més, se'n fa referència en diversos altres llibres de la Bíblia, inclòs el Nou Testament, i en llibres deuterocanònics associats.
La narració del diluvi del Gènesi és una de les històries més conegudes de la Bíblia. En aquest relat, Noè va treballar fidelment per construir l'arca a les ordres de Déu, i finalment va salvar no només la seva pròpia família, sinó la pròpia humanitat i tots els animals terrestres, de l'extinció durant el Diluvi, que Déu va crear després de lamentar-se que el món estava ple de pecat. Després, Déu va fer un pacte amb Noè i va prometre que no destruiria mai més totes les criatures de la Terra amb un diluvi. Noè també és retratat com un "llaurador de la terra" i com un bevedor de vi. Després del diluvi, Déu ordena a Noè i als seus fills que "siguin fecunds, es multipliquen i omplin la terra".
Malgrat que el personatge de Noè i el Diluvi Universal siguin propis de la tradició hebraica i, per extensió, de la cristiana i la islàmica, es tracta d’una llegenda ja present a la mitologia sumèria i a la grega, amb el seu paral·lel Deucalió.

## Narració bíblica

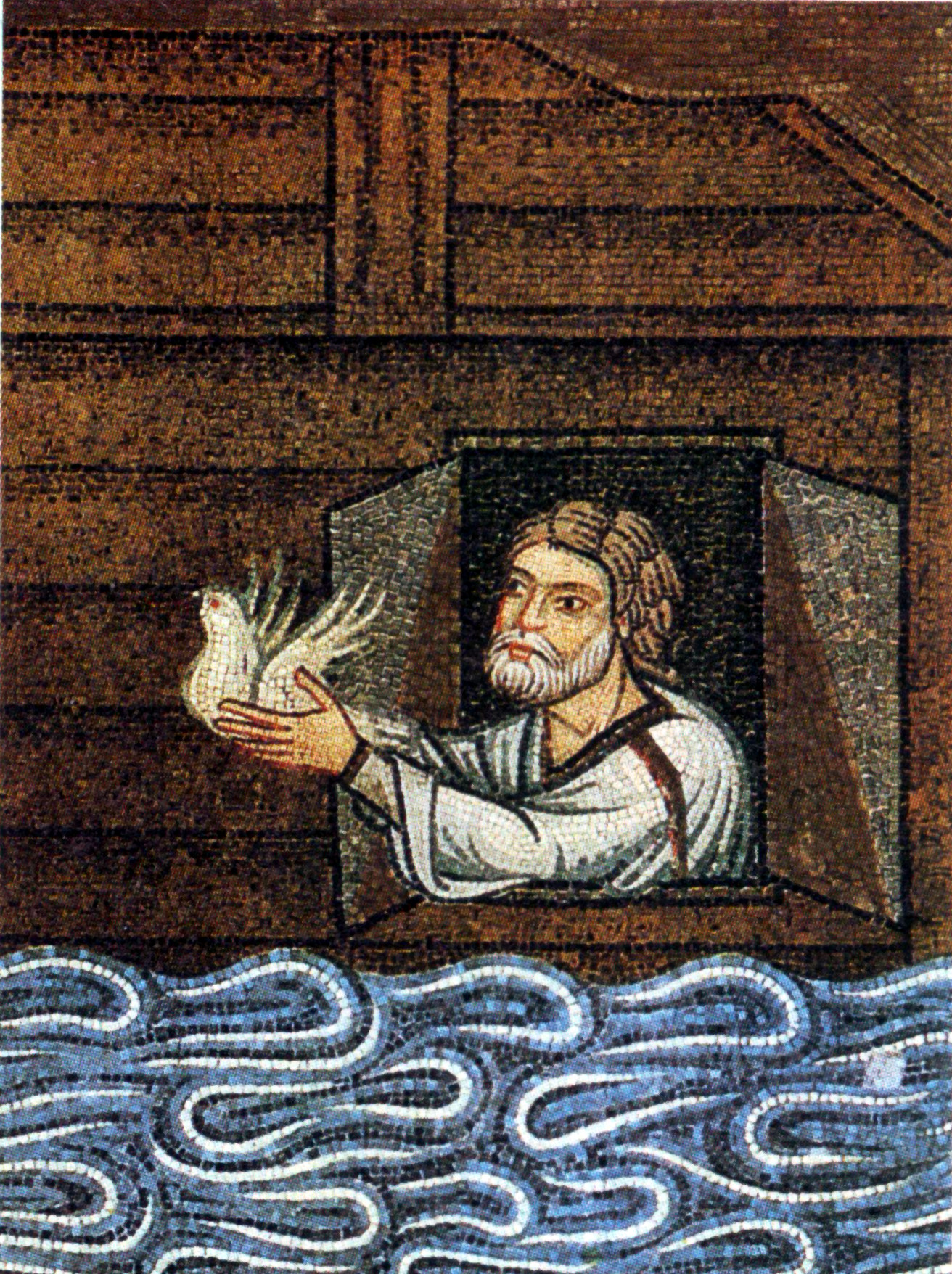
Representació del mosaic venecià del de Noè enviant el colom

### Naixement de Noè
Noè era el desè i últim dels patriarques anteriors al diluvi (antediluvians), era la desena generació des d'Adam; era fill de Lèmec i mare sense nom, i d'ell descendeix tota la humanitat a través dels seus fills Sem, Cam i Jàfet. Segons una tradició apòcrifa jueva, Noè va néixer circumcís, amb els cabells i la pell blanca com la neu i els ulls tan clars que semblava que brillaven. Quan el seu avi Matusalem va veure el nounat, va viatjar fins a la fi del món per parlar amb el seu pare Henoc, qui li va posar al nadó el nom de Noè (que significa descans o consol) i va predir que durant la seva vida es produiria un cataclisme d'àmbit mundial.

### Narració del diluvi del Gènesi

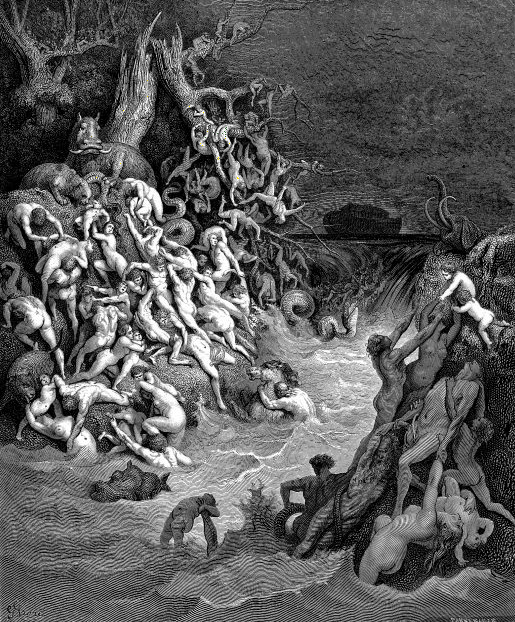
El Diluvi, per Gustave Doré.

La narració del diluvi del Gènesi s'engloba als capítols 6-9 del Llibre del Gènesi, a la Bíblia. La narració indica que Déu tenia la intenció de tornar la Terra al seu estat de caos aquós anterior a la Creació inundant la Terra a causa de les obres de la humanitat i després refer-la utilitzant el microcosmos de l'arca de Noè. Així, el diluvi no va ser un desbordament normal, sinó una inversió de la Creació.
Al cap de sis-cents anys Déu li va manar que construís una gran arca de fusta de xiprer on hi posaria una parella de cada animal a fi de salvar-los d'un gran diluvi universal que havia de negar el món i fer desaparèixer la maldat que pujava en els homes. Déu l'escollí a ell per ser l'únic pur que quedava.
Quan l'Arca estigué carregada amb les parelles d'animals i la família de Noè, va començar a ploure i no va parar durant quaranta dies i quaranta nits en què les aigües van arribar fins a set metres per damunt de les muntanyes. Quan va parar la pluja, no es veia terra enlloc, només aigua. I així durant 150 dies. El dia dissetè del setè mes, l'arca quedà varada al mont Ararat però no fou fins al primer dia del desè mes que veieren per primer cop terra ferma.

### Després del Diluvi
Després del diluvi, Noè va oferir holocaustos a Déu. Déu va acceptar el sacrifici i va fer un pacte amb Noè, i a través d'ell amb tota la humanitat, que no malgastaria la terra ni destruiria l'home amb un altre diluvi.
"I Déu va beneir Noè i els seus fills, i els va dir: Fes fecunditat, multipliqueu-vos i ompliu la terra". Com a penyora d'aquest pacte amable amb l'home i la bèstia, l'arc de Sant Martí es va posar als núvols. Es van imposar dues ordres a Noè: Déu es comprometia a no eliminar mai més la raça humana i a canvi, els descendents de Noè podrien menjar tots els animals i totes les plantes de la Terra, però no podrien menjar la seva pròpia sang; i el vessament de la sang de l'home per l'home es va convertir en un delicte castigat amb la mort a mans de l'home (ib. ix. 3–6).
Noè, com l'últim dels patriarques antediluvians extremadament longeus , va morir 350 anys després del diluvi, als 950 anys, quan Terah en tenia 128. La vida humana màxima, tal com descriu la Bíblia, disminueix gradualment després, des de gairebé 1.000 anys fins als 120 anys de Moisès.

### L'embriaguesa de Noè
Vegeu també: Maledicció de Cam

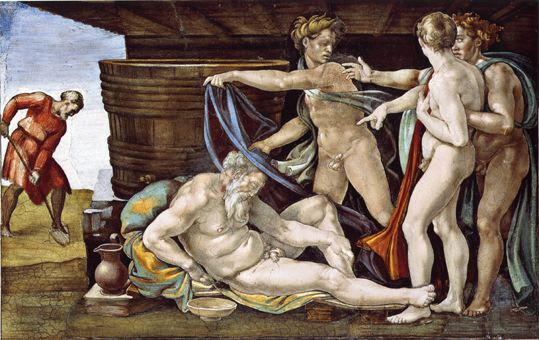
L'embriaguesa de Noè, de Miquel Àngel, a la volta de la Capella Sixtina.

Després del diluvi, la Bíblia diu que Noè es va convertir en granger i va plantar una vinya. Va beure vi fet d'aquesta vinya, i es va emborratxar; i va quedar "nu" dins de la seva tenda. Cam, fill de Noè, pare de Canaan, va veure el seu pare nu i ho va dir als seus germans, la qual cosa va fer que Cam i la seva descendència, fossin maleïts per Noè.
Ja a l'època clàssica, els comentaristes de Gènesi 9:20–21 han excusat l'excés de beure de Noè perquè es considerava el primer bevedor de vi; la primera persona a descobrir els efectes del vi. Joan Crisòstom, arquebisbe de Constantinoble i pare de l'Església, va escriure al segle iv que el comportament de Noè és defensable: com el primer humà que va tastar el vi, no coneixeria els seus efectes: "A través de la ignorància i la inexperiència de la quantitat adequada. per beure, va caure en un estupor borratxo". Filó, un filòsof jueu hel·lenístic, també va excusar Noè en assenyalar que es pot beure de dues maneres diferents: (1) beure vi en excés, un pecat peculiar per a l'home malvat o (2) prendre vi com a l'home savi, essent Noè l'últim. En la tradició jueva i la literatura rabínica sobre Noè , els rabins culpen Satanàs per les propietats embriagadores del vi.

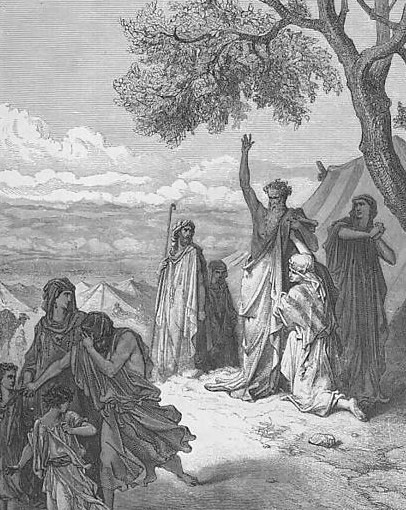
Noè maleeix Cam de Gustave Doré

En el context de l'embriaguesa de Noè, relata dos fets: (1) Noè es va embriagar i "es va descobrir dins la seva tenda", i (2) Cam "va veure la nuesa del seu pare i ho va dir als seus dos germans de fora".
A causa de la seva brevetat i incoherències textuals, s'ha suggerit que aquesta narració és una "estella d'un conte més substancial". Un relat més complet explicaria què havia fet exactament Cam al seu pare, o per què Noè va dirigir una maledicció a Canaan per la maldat de Cam, o com Noè es va adonar del que havia passat. En el camp de la crítica bíblica psicològica, J. H. Ellens i W.G. Rollins han analitzat el comportament no convencional que es produeix entre Noè i Ham com a entorn de la sexualitat i l'exposició dels genitals en comparació amb altres textos bíblics hebreus, com Habacuc 2:15 i Lamentacions 4:21.
Altres comentaris esmenten que "descobrir la nuesa d'algú" podria significar tenir relacions sexuals amb aquesta persona o el cònjuge d'aquesta persona, tal com es cita a Levític 18:7–8 i 20. D'aquesta interpretació prové l'especulació que Cam era culpable. de participar en l'incest i violar Noè o la seva pròpia mare. Aquesta darrera interpretació aclariria per què Canaan, com a producte d'aquesta unió il·lícita, va ser maleït per Noè. Alternativament, Canaan podria ser el mateix autor, ja que la Bíblia descriu l'acte il·lícit comès pel "fill menor" de Noè, amb Cam sempre descrit com el fill mitjà en altres versets.

### Taula de nacions

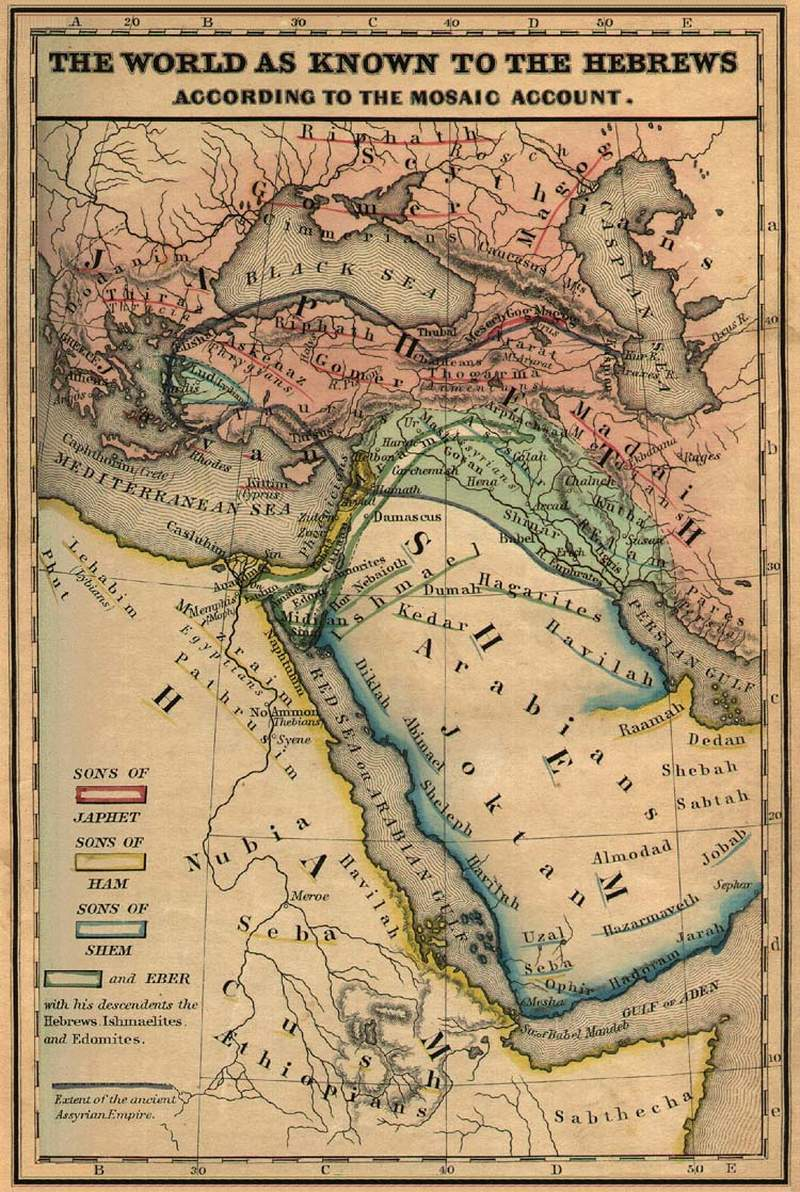
La dispersió dels descendents de Sem, Cam i Jafet (mapa del llibre de text històric i atles de geografia bíblica de 1854)

Gènesi 10 mostra els descendents de Sem, Cam i Jafet, dels quals les nacions es van ramificar sobre la terra després del diluvi. Entre els descendents de Jafet hi havia les nacions marítimes (10:2–5). El fill de Cam Cuix va tenir un fill anomenat Nimrod, que es va convertir en el primer home poderós de la terra, un poderós caçador, rei a Babilònia i a la terra de Xinar (10:6–10). D'allà va anar Assur i va construir Nínive. (10:11–12) Els descendents de Canaan: Sidó, Het, els jebuseus, els amorreus, els girgasites, els hivites, els arkites, els sinites, els arvadites, els zemarites i els hamateus, es van estendre des de Sidó fins a Gerar, prop de Gaza , i fins a Sodoma i Gomorra (10:15–19). Entre els descendents de Sem hi havia Éber (10:21).
Tradicionalment es creu que:
- els descendents de Sem van repoblar Àsia
- els descendents de Cam van repoblar Àfrica
- els descendents de Jàfet van repoblar Europa

Al segle xviii va sorgir la teoria racista i pro-esclavatge que els fills de Cam foren ennegrits de pell per Déu per recordar permanentment el pecat que havia comès Cam en veure nu el seu pare.
Aquestes genealogies difereixen estructuralment de les exposades en Gènesi 5 i 11. Té una estructura segmentada o semblant a un arbre, que passa d'un pare a molts descendents. És estrany que la taula, que suposa que la població es distribueix per la Terra, precedeixi el relat de la Torre de Babel, que diu que tota la població es troba en un sol lloc abans de dispersar-se.

## Anàlisi narrativa
Segons la hipòtesi documental, els cinc primers llibres de la Bíblia (Pentateuc/Torà), inclòs el Gènesi, van ser cotejats durant el segle V aC a partir de quatre fonts principals, que per elles mateixes no són anteriors al segle X aC. Dos d'aquests, el jahvisme, compost al segle X aC, i la font sacerdotal, de finals del segle VII aC, conformen els capítols del Gènesi que concerneixen a Noè. L'intent de l'editor del segle v d'acomodar dues fonts independents i de vegades conflictives explica la confusió sobre qüestions com la quantitat de cada animal que va prendre Noè i quant de temps va durar la inundació.
L'Oxford Encyclopedia of the Books of the Bible assenyala que aquesta història es fa ressò de parts de la història del Jardí de l'Edèn: Noè és el primer viticultor, mentre que Adam és el primer granger; tots dos tenen problemes amb els seus productes; ambdues històries impliquen nuesa; i tots dos impliquen una divisió entre germans que condueix a una maledicció. Tanmateix, després de la riuada, les històries són diferents. És Noè, no Déu, qui planta la vinya i pronuncia la maledicció, així que "Déu està menys implicat".

## Altres narracions
A més de la història principal del Gènesi, la Bíblia hebrea (l'Antic Testament cristià ) també fa referència a Noé al Primer Llibre de les Cròniques, Isaïes i Ezequiel. Les referències als llibres deuterocanònics inclouen els llibres de Tòbit, Saviesa, la Siràcida, el Segon llibre d'Esdres i el Quart llibre dels Macabeus. Les referències del Nou Testament inclouen els evangelis de Mateu i Lluc, i algunes de les epístoles (Epístola als Hebreus, Pimera i Segona epístoles de Pere).
Noè es va convertir en objecte de molta elaboració en la literatura de les religions abrahàmiques posteriors, inclòs l'Islam ( Sures 71 , 7 , 11 , 54 i 21 de l'Alcorà) i la fe bahá'í (Kitáb-i-Íqán i Gemes dels Misteris Divins).

### Pseudepigrafa
El Llibre dels Jubileus es refereix a Noè i diu que un àngel li va ensenyar les arts de la curació perquè els seus fills poguessin vèncer "la descendència dels Vigilants".
A 10:1–3 del Llibre d'Enoc (que forma part del cànon bíblic ortodox de Tewahedo) i canònic per a Beta Israel, Uriel va ser enviat per "l'Altíssim" per informar a Noè de l'aproximació del "diluvi".

### Rotlles del Mar Mort

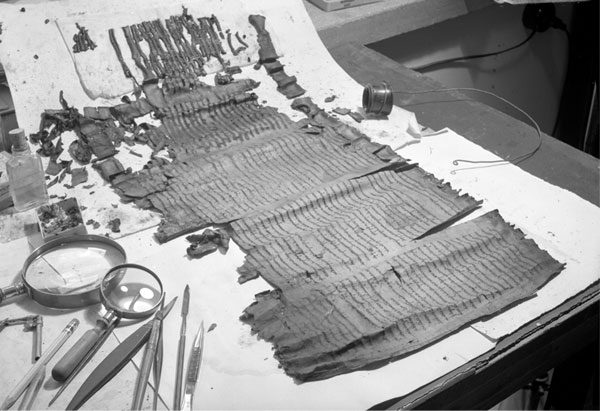
Genesis Apocryphon, una part dels rotlles del mar Mort que inclou Noè

There are 20 or so fragments of the Dead Sea scrolls that appear to refer to Noahwrites, "Among the Dead Sea Scrolls at least three different versions of this legend are preservedIn particular, "The Genesis Apocryphon devotes considerable space to Noah." However, "The material seems to have little in common with Genesis 5 which reports the birth of Noah." Also, Noah's father is reported as worrying that his son was actually fathered by one of the Watchers.
Hi ha una vintena de fragments dels rotlles del Mar Mort que semblen referir-se a Noè. Lawrence Schiffman escriu: "Entre els rotlles del mar Mort es conserven almenys tres versions diferents d'aquesta llegenda." En particular, "The Genesis Apocryphon dedica un espai considerable a Noè". Tanmateix, "el material sembla tenir poc en comú amb Gènesi 5 que informa del naixement de Noè". A més, es diu que el pare de Noah estava preocupat perquè el seu fill fos en realitat el pare d'un dels Vigilants.

## Punts de vista religiosos

### Judaisme

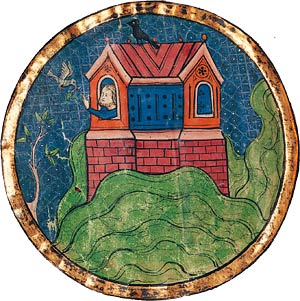
Una representació jueva de Noè

La justícia de Noè és objecte de molta discussió entre els rabins. La descripció de Noè com a "just en la seva generació" implicava per a alguns que la seva perfecció només era relativa: en la seva generació de malvats, es podia considerar just, però en la generació d'un tzadik com Abraham, no podria faria ser considerat tan just. Assenyalen que Noè no va pregar a Déu en nom dels que havien de ser destruïts, com Abraham va pregar pels malvats de Sodoma i Gomorra. De fet, no se'l veu mai parlar; simplement escolta Déu i actua segons les seves ordres. Això va portar alguns comentaristes a oferir la figura de Noè com "l'home just amb un abric de pell", que assegurava la seva pròpia comoditat mentre ignorava el seu veí. Altres, com el comentarista medieval Rashi, sostenien al contrari que la construcció de l'Arca es va allargar durant 120 anys, deliberadament per tal de donar temps als pecadors per penedir-se. Rashi interpreta la declaració del seu pare sobre el nom de Noè (en hebreu - Noah נֹחַ) "Aquest ens consolarà (en hebreu - yeNaĦamenu יְנַחֲמֵנו) en la nostra feina i en el treball de les nostres mans, que havia sortit de la terra que el Senyor havia fet maleït", dient que Noè va anunciar una nova era de prosperitat, quan es va alliberar (en hebreu - Għajnh - נחה) la maledicció des del temps d'Adam, quan la Terra va produir espines i cards fins i tot on els homes sembraven blat i això Aleshores Noè va presentar l'arada.
Segons l'Enciclopèdia Jueva, "El llibre del Gènesi conté dos relats de Noé". En el primer, Noè és l'heroi del diluvi, i en el segon, és el pare de la humanitat i un pagès que va plantar la primera vinya. "La disparitat de caràcter entre aquestes dues narracions ha fet que alguns crítics insisteixin que el tema del segon relat no era el mateix que el tema del primer".
L'Enciclopèdia Judaica assenyala que l'embriaguesa de Noè no es presenta com un comportament reprovable. Més aviat, "És clar que... l'aventura de Noè en la viticultura proporciona l'escenari per a castigar els veïns cananeus d'Israel". Va ser Ham qui va cometre una ofensa quan va veure la nuesa del seu pare. No obstant això, "la maledicció de Noè... està estranyament dirigida a Canaan més que a l'irrespectuós Cam."

### Mandeisme
En el mandeisme, Noè (Mandaic clàssic : ࡍࡅ ) s'esmenta al llibre 18 del Right Ginza. En el text, l'esposa de Noè s'anomena Nuraita (mandaic clàssic : ࡍࡅࡓࡀࡉࡕࡀ ), mentre que el seu fill rep el nom de Shum (és a dir, Shem ; Mandaic clàssic : ࡔࡅࡌ ).

### Cristianisme

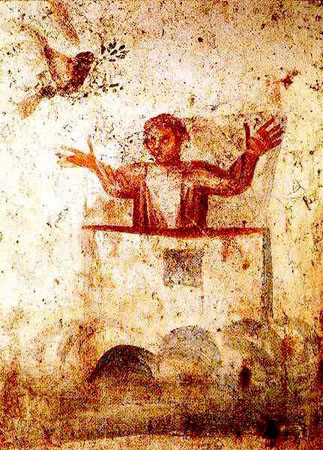
Una representació paleocristiana que mostra a Noè fent el gest d'orant mentre torna el colom

La Segona Epístola de Pere es refereix a Noè com un "predicador de justícia". Als evangelis evangeli de Mateu i de lluc, Jesús compara el diluvi de Noè amb el proper dia del judici: «Com va ser en els dies de Noè, també serà en els dies de la vinguda del Fill . de l'home . Perquè en els dies anteriors al diluvi, la gent menjava i bevia, es casava i es donava en matrimoni, fins al dia que Noè va entrar a l'arca, i no sabien res del que passaria fins que va arribar el diluvi i se'ls va emportar a tots. Així serà a la vinguda del Fill de l'home".
La Primera Epístola de Pere compara el poder del baptisme amb l'Arca salvant els que hi eren. En el pensament cristià posterior, l'Arca va arribar a ser comparada amb l'Església : la salvació només es trobava dins de Crist i del seu Senyoriu, ja que en temps de Noè només s'havia trobat a l'Arca. Sant Agustí d'Hipona (354–430), va demostrar a La ciutat de Déu que les dimensions de l'Arca corresponien a les dimensions del cos humà, que correspon al cos de Crist; l'equació d'Arca i Església encara es troba en el ritu anglicà del baptisme, que demana a Déu, "qui per la teva gran misericòrdia va salvar Noè", que rebi a l'Església l'infant a punt de ser batejat.
En el cristianisme medieval, els tres fills de Noè eren considerats generalment com els fundadors de les poblacions dels tres continents coneguts, Jafet /Europa, Shem /Àsia i Cam /Àfrica, encara que una variació més rara sostenia que representaven les tres classes de la societat medieval: els sacerdots (Sem), els guerrers (Jafet) i els pagesos (Cam). En el pensament cristià medieval, Cam era considerat l'avantpassat de la gent de l'Àfrica negra. Així, en els arguments racistes, la maledicció de Ham es va convertir en una justificació de l'esclavitud de les races negres.
Isaac Newton, en els seus treballs religiosos sobre el desenvolupament de la religió, va escriure sobre Noé i la seva descendència. Segons Newton, mentre que Noè era un monoteista, els déus de l'antiguitat pagana s'identifiquen amb Noè i els seus descendents.

### Gnosticisme
Un text gnòstic important, l'Apòcrif de Joan, afirma que l'arconte principal va causar el diluvi perquè desitjava destruir el món que havia fet, però el Primer Pensament va informar a Noè dels plans de l'arconte principal, i Noé va informar a la resta de la humanitat. A diferència del relat del Gènesi, no només es salva la família de Noè, sinó que molts altres també fan cas de la crida de Noè. No hi ha cap arca en aquest compte. Segons Elaine Pagels, "Més aviat, es van amagar en un lloc concret, no només en Noè, sinó també en moltes altres persones de la raça inquebrantable. Van entrar en aquest lloc i es van amagar en un núvol brillant".

### Fe drusa
Els drusos consideren Noé com el segon portaveu (natiq) després d'Adam, que va ajudar a transmetre els ensenyaments fonamentals del monoteisme (tawhid) destinats al públic més gran. Se'l considera un important profeta de Déu entre els drusos, essent entre els set profetes que van aparèixer en diferents períodes de la història.

### Islam

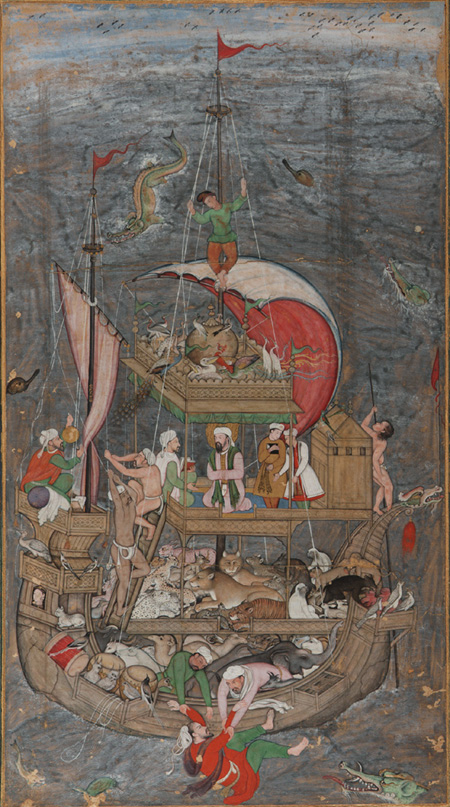
Una representació islàmica de Noè i l'arca en una miniatura mogol del

Noè és una figura molt important a l'Islam i se'l considera un dels profetes més significatius . L'Alcorà conté 43 referències a Noè, o Nuḥ , en 28 capítols, i el capítol setanta-un, Sūrah Nūḥ (àrab: سورة نوح), porta el seu nom. També es parla de la seva vida als comentaris i a les llegendes islàmiques.
Les narracions de Noè cobreixen en gran part la seva predicació així com la història del Diluvi . La narració de Noè estableix el prototip de moltes de les històries profètiques posteriors, que comencen amb el profeta advertint el seu poble i després la comunitat rebutjant el missatge i enfrontant-se a un càstig.
Noè té diversos títols a l'Islam, basats principalment en elogis per ell a l'Alcorà, com ara "El missatger de Déu de confiança" (26:107) i "Servent agraït de Déu" (17:3).
L'Alcorà se centra en diversos casos de la vida de Noè més que en altres, i un dels esdeveniments més significatius és el Diluvi. Déu fa un pacte amb Noè tal com ho va fer amb Abraham, Moisès, Jesús i Mahoma més tard (33:7). Noè és més tard insultat pel seu poble i retret per ells per ser un simple missatger humà i no un àngel (10:72-74). A més, la gent es burla de les paraules de Noè i l'anomena mentider (7:62), i fins i tot suggereix que Noè està posseït per un diable quan el profeta deixa de predicar (54:9). Només els més baixos de la comunitat s'uneixen a Noè per creure en el missatge de Déu (11:29), i la narració de Noè el descriu a més predicant tant en privat com en públic. L'Alcorà narra que Noé va rebre una revelació per construir una Arca , després que el seu poble es negués a creure en el seu missatge i escoltar l'advertència. La narració continua descrivint que les aigües brollaven tant de la terra com del cel, destruint tots els pecadors. Fins i tot un dels seus fills no el va creure, es va quedar enrere i es va ofegar. Després de l'acabament del Diluvi, l'arca va descansar al cim del mont Judi (Alcorà 11:44).

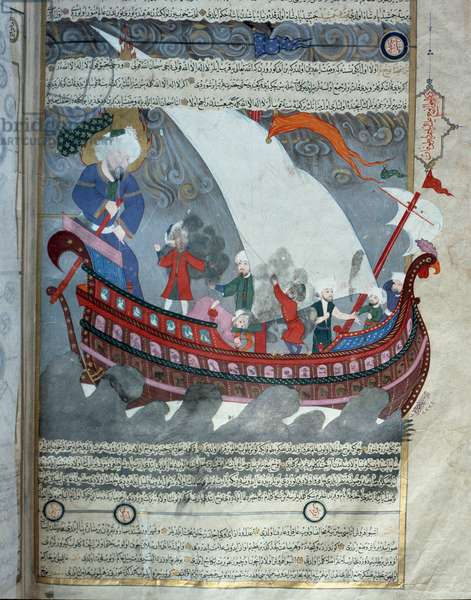
Representació otomana de l'arca de Noè i el diluvi de Zubdat-al Tawarikh, 1583

Also, Islamic beliefs deny the idea of Noah being the first person to drink wine and experience the aftereffects of doing so
Quran 29:14 states that Noah had been living among the people who he was sent to for 950 years when the flood started.
A més, les creences islàmiques neguen la idea que Noè sigui la primera persona a beure vi i experimentar les conseqüències de fer-ho.
A l'Alcorà 29:14 afirma que Noè havia estat vivint entre la gent a qui va ser enviat durant 950 anys quan va començar el diluvi.
| «                         | En efecte, vam enviar Noè al seu poble, i va romandre entre ells mil anys, menys cinquanta. Llavors el Diluvi els va apoderar, mentre ells persistien en el mal. | » |
| — — Sura Al-Ankabut 29:14 | |   |

### Fe bahá'í
La Fe Bahá'í considera l'Arca i el Diluvi com a simbòlics. Segons la creença bahá'í, només els seguidors de Noè estaven espiritualment vius, conservats a l'arca dels seus ensenyaments, ja que altres estaven espiritualment morts. L'escriptura bahá'í Kitáb-i-Íqán avala la creença islàmica que Noè tenia un gran nombre de companys, 40 o 72, a més de la seva família a l'Arca, i que va ensenyar durant 950 anys (simbòlics) abans de la inundació.

### Ahmadia
Segons la comprensió ahmadia de l'Alcorà, el període descrit a l'Alcorà és l'edat de la seva dispensació , que es va estendre fins a l'època d' Ibrahim (Abraham, 950 anys). Els primers 50 anys van ser els anys del progrés espiritual, que van ser seguits per 900 anys de deteriorament espiritual del poble de Noè.

## Mitologia comparada
Vegeu també: Mitologia comparada
També existeixen mites de inundacions indis i grecs, encara que hi ha poques evidències que es derivin del mite de les inundacions mesopotàmiques que subjau al relat bíblic.

### Mesopotàmia

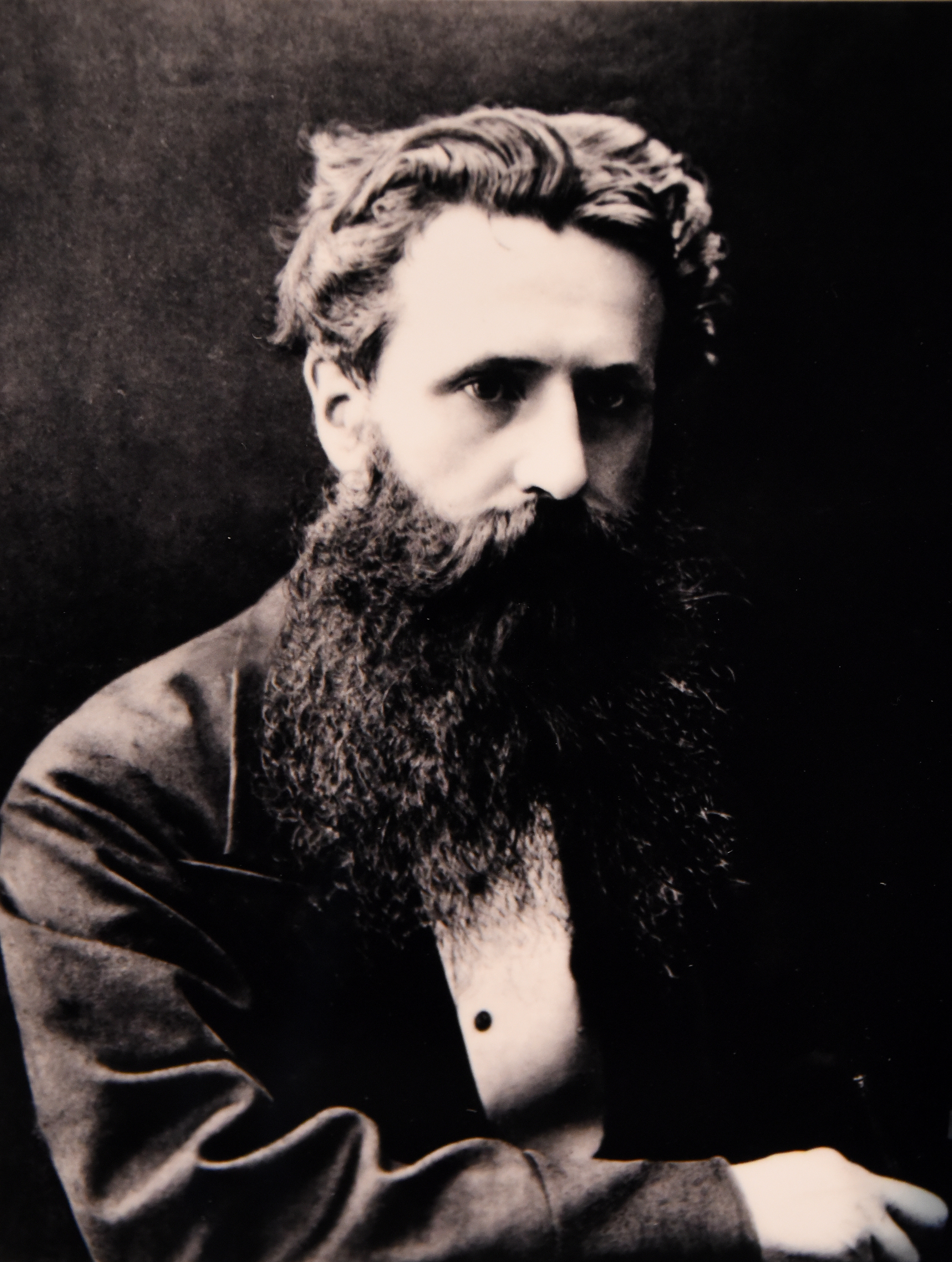
George Smith, que va transliterar i llegir l'anomenada "Història d'inundació de Babilònia" de la tauleta XI de l'Èpica de Gilgamesh

La història de Noè del Pentateuc és força semblant a una història d'inundació continguda a l'epopeia mesopotàmica de Gilgamesh, composta c.  1800 aC . En la versió de Gilgamesh, els déus mesopotàmics decideixen enviar una gran inundació per destruir la humanitat. Diverses correlacions entre les històries de Noè i Gilgamesh (el diluvi, la construcció de l'arca, la salvació dels animals i l'alliberament d'ocells després del diluvi) han fet que aquesta història sigui vista com la font de la història de Noè. Les poques variacions inclouen el nombre de dies del diluvi, l'ordre dels ocells i el nom de la muntanya sobre la qual descansa l'arca. La història del diluvi de Gènesi 6–8 coincideix tan a prop amb el mite de la inundació de Gilgamesh que "pocs dubten que [és] deriva d'un relat mesopotàmic". El que és particularment notable és la manera com la història del diluvi del Gènesi segueix el conte del diluvi de Gilgamesh "punt per punt i en el mateix ordre", fins i tot quan la història permet altres alternatives.
El primer mite escrit del diluvi es troba als textos de l'epopeia d'Atrahasis i de l'Èpica de Gilgamesh. L'Encyclopædia Britannica diu "Aquestes mitologies són la font d'aquestes característiques de la història bíblica del Diluvi com la construcció i l'aprovisionament de l'arca, la seva flotació i l'enfonsament de les aigües, així com el paper que juga el protagonista humà". L' Enciclopèdia Judaica afegeix que hi ha un fort suggeriment que "un agent intermedi estava actiu. Les persones amb més probabilitats d'haver complert aquest paper són els hurrites, el territori dels quals incloïa la ciutat d'Harran, on tenia les seves arrels el patriarca Abraham. Els hurrites van heretar la història del Diluvi de Babilònia".
L'enciclopèdia esmenta una altra similitud entre les històries: Noè és el desè patriarca i Berós assenyala que "l'heroi de la gran inundació va ser el desè rei antediluvià de Babilònia". Tanmateix, hi ha una discrepància en les edats dels herois. Per als antecedents mesopotàmics, "els regnats dels reis antediluvians oscil·len entre els 18.600 i gairebé 65.000 anys". A la Bíblia, la durada de la vida "es queda molt lluny del regnat més breu esmentat en els textos mesopotàmics relacionats". A més, el nom de l'heroi difereix entre les tradicions: "El primer relat de les inundacions mesopotàmiques, escrit en llengua sumèria, anomena l'heroi del diluvi Ziusudra."
No obstant això, Yi Samuel Chen escriu que les versions més antigues de l'epopeia de Gilgamesh mai van esmentar el diluvi, només esmentant que va anar a parlar amb Utnapishtim per trobar el secret de la immortalitat. A partir de l'Antic Període Babilònic, hi va haver intents de sincretitzar Utnapishtim amb Ziusudra, tot i que anteriorment es veien com a figures diferents. La trobada de Gilgamesh amb l'heroi del diluvi es va al·ludir per primera vegada a l'Antic Període Babilònic a "La mort de Bilgamesh" i finalment va ser importada i estandarditzada a l'Èpica de Gilgamesh probablement al període Babilònic mitjà.
Es creu que el regnat històric de Gilgamesh va ser aproximadament el 2700 aC, poc abans de les primeres històries escrites conegudes. El descobriment d'artefactes associats amb Aga i Enmebaragesi de Kix, dos altres reis nomenats a les històries, ha donat credibilitat a l'existència històrica de Gilgamesh.
Els primers poemes sumeris de Gilgamesh daten de la Tercera dinastia d'Ur (2100-2000 aC). Un d'aquests poemes esmenta el viatge de Gilgamesh per trobar-se amb l'heroi del diluvi, així com una versió breu de la història del diluvi, encara que Chen escriu que el seu es va incloure en textos escrits durant l'Antic Període Babilònic. Les primeres versions acadianes de l'èpica unificada es daten al c. 2000–1700 aC. A causa de la naturalesa fragmentària d'aquestes versions de l'antiga Babilònia, no és clar si incloïen un relat ampliat del mite del diluvi; tot i que un fragment inclou definitivament la història del viatge de Gilgamesh per conèixer Utnapishtim. La versió acadia "estàndard" incloïa una versió llarga de la història de la inundació i va ser editada per Sin-liqe-unninni en algun moment entre el 1300 i el 1000 aC.
Yi Samuel Chen analitza diversos textos des del període dinàstic inicial III fins al període babilònic antic, i argumenta que la narració del diluvi només es va afegir en textos escrits durant el període babilònic antic. Quan es tracta de la llista de reis sumeris, les observacions dels experts sempre han indicat que la part de la Llista de reis sumeria de què es parla abans del diluvi és estilísticament diferent de la Llista de reis pròpiament dita. Essencialment, les còpies antigues de Babilònia tendeixen a representar una tradició d'abans del diluvi, a part de la Llista de Rei real, mentre que la còpia Ur III de la Llista de Rei i el duplicat de la col·lecció Brockmon indiquen que la Llista de Rei Proper va existir una vegada independentment de la menció a la inundació. i la tradició d'abans del diluvi. Essencialment, Chen dona proves per demostrar que la secció d'abans del diluvi i les referències a la inundació a la Llista de reis sumeris van ser afegits posteriors durant l'Antic Període Babilònic, a mesura que la Llista de reis sumeries va passar per actualitzacions i edicions. El Diluvi com a conca de la primera Història del món va ser probablement un nou concepte historiogràfic que va sorgir en les tradicions literàries mesopotàmiques durant l'Antic Període Babilònic, com evidentment pel fet que el motiu del diluvi no apareixia a la còpia Ur III i que Les primeres fonts cronogràfiques relacionades amb el diluvi apareixen a l'Antic Període Babilònic. Chen conclou que el nom de Ziusudra com a heroi del diluvi i la idea del diluvi que insinua aquest nom a l'antiga versió babilònica de "Instruccions de Shuruppak" només són desenvolupaments durant aquest període antic babilònic, quan també el text didàctic es va actualitzar amb informació. de la creixent Tradició Antediluviana.

### Grècia antiga
Sovint s'ha comparat a Noè amb Deucalió, el fill de Prometeu i Pronea en la mitologia grega. Com Noé, Deucalió és advertit del diluvi (per Zeus i Posidó); construeix una arca i la dota de criatures i, quan acaba el seu viatge, agraeix i rep consells dels déus sobre com repoblar la Terra. Deucalió també envia un colom per informar-se de la situació del món i l'ocell torna amb una branca d'olivera. Deucalió, en algunes versions del mite, també esdevé l'inventor del vi, com Noè. Filó i Justí equiparen Deucalió amb Noè, i Flavi Josep va utilitzar la història de Deucalió com a prova que el diluvi realment es va produir i que, per tant, Noè existia.
El motiu d'una deïtat del temps que va encapçalar el panteó causant la gran riuada i després el trampós que va crear homes a partir de l'argila salvadora d'home també està present a la mitologia sumèria, ja que Enlil, en comptes de Zeus, provoca el diluvi, i Enki, més que Prometeu, salva l'home. Stephanie West ha escrit que això potser es deu al fet que els grecs prenen en préstec històries del Pròxim Orient.